# خوان غوزمان تابيا
خوان غوزمان تابيا (بالإسبانية: Juan Guzmán Tapia) هو قاضي ومحامي تشيلي، ولد في 22 أبريل 1939 في سان سلفادور في السلفادور وتوفى في 22 يناير 2021.